# Rom
Rom (latin och italienska Roma, uttalas båda [ˈroːma]
 ( lyssna), namnet eventuellt av etruskiskt ursprung) är huvudstad i Italien sedan 1871 och var även huvudstad i det romerska riket under antiken. Rom är huvudstad i regionen Lazio och huvudort och en kommun i storstadsregionen Rom, innan 2015 provinsen Rom. I Rom ligger även Vatikanstaten, centrum för Romersk-katolska kyrkan. Stadens folkmängd uppgår till cirka 2,9 miljoner invånare och den är landets största stad.
Rom kallas sedan antiken urbs aeterna, "den eviga staden" (urbs, "stad", aeternus, -a, -um i dess tre genus, "evig"); vanligare är dock det mer anspråkslösa urbs Roma, "staden Rom", och ibland endast urbs.

## Historia
Enligt legenden grundades staden Rom den 21 april 753 f.Kr. (se ab urbe condita) på sju legendariska kullar vid floden Tibern av Romulus, den ene av de två bröderna Romulus och Remus. De två hade blivit uppfödda av en varginna och sedan vuxit upp hos herden Faustulus.
I flera hundra år var Rom, som var huvudstad i Kungariket Rom, Romerska republiken och Romerska kejsardömet, den viktigaste staden i Västvärlden. Rom blev också en viktig stad som centrum för den katolska kyrkan och som residensstad för Kyrkostatens, sedermera Vatikanstatens, påvar. Genom renässansen blev Rom åter ett politiskt centrum efter medeltidens nedgång.
Staden är än i dag en inflytelserik världsstad. Exempelvis är Rom den tredje största FN-staden i världen, som säte för de tre fackorganen FAO, IFAD och WFP.

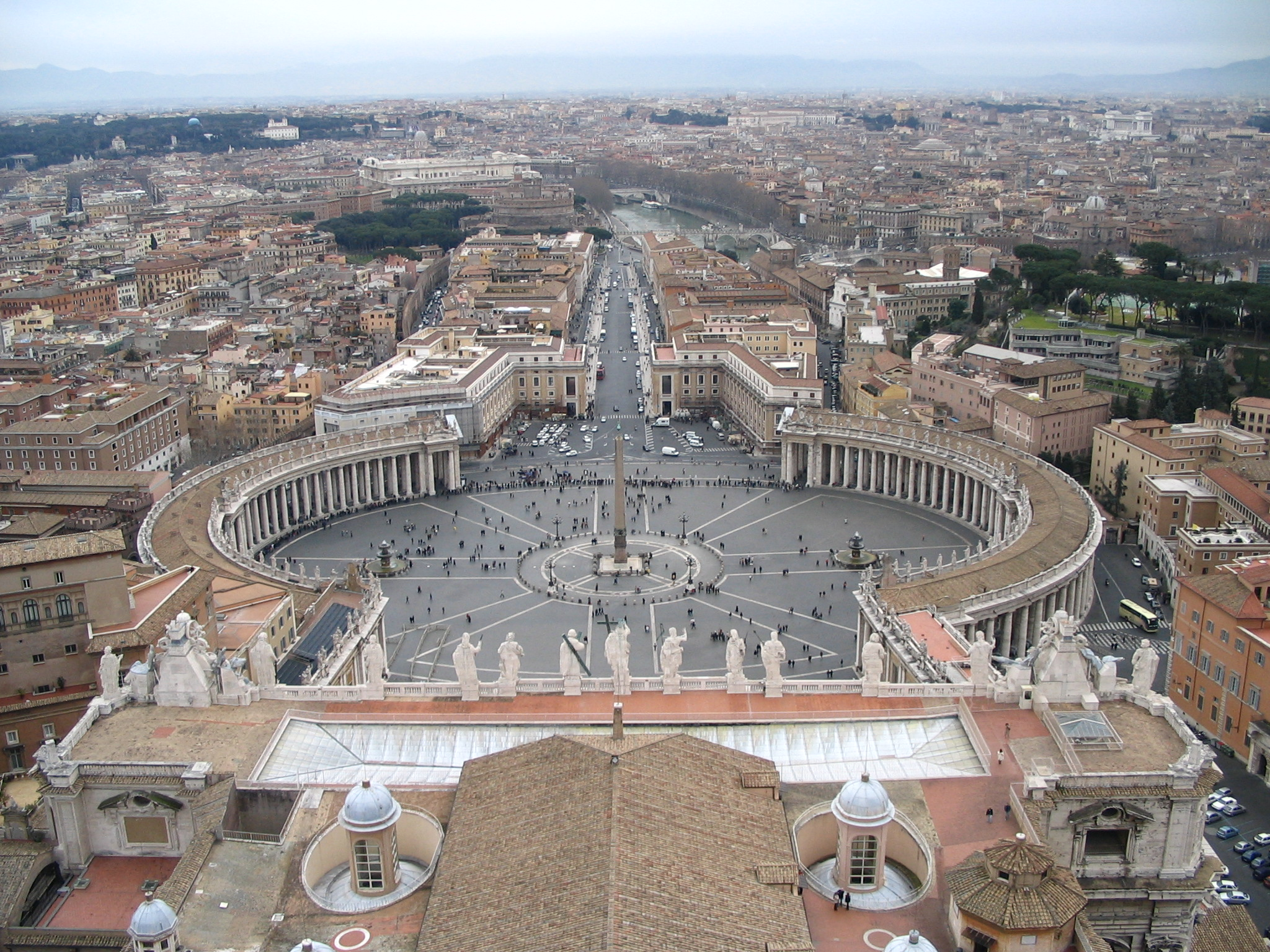
Utsikt från kupolen i Peterskyrkan.

Rom - Colosseum.

### Rom och kristendomen
Rom blev ett centrum för den framväxande kristendomen redan under det första århundradet e.Kr. och fick sin betydelse för kristendomen genom att de båda apostlarna Petrus och Paulus enligt en fast kyrklig tradition hade blivit avrättade och begravda här. Trots förföljelser växte den romerska församlingen snabbt och torde på 200-talet ha överstigit 10 000 personer.
Efter Konstantin den stores seger vid Ponte Milvio norr om Rom 312 e.Kr., började han omedelbart att framhäva den kristna kyrkan också i den yttre arkitekturen. Det område som kallades Lateranen i södra Rom överläts till biskopen som där lät uppföra den ännu existerande Lateranbasilikan (San Giovanni in Laterano), som är kristenhetens äldsta kyrka. Vid Vatikanska kullen lät Konstantin bygga Petersbasilikan över aposteln Petrus utpekade grav och inledde även bygget av en motsvarande Paulusbasilika (San Paolo fuori le Mura) vid Via Ostiensis ("vägen till Ostia").
Sedan Konstantin flyttat sitt kejserliga residens från Rom till Konstantinopel 330, och riket delats i Västrom och Östrom 395 minskade Roms betydelse som "världens medelpunkt". Visigoternas plundring av Rom 410 blev ett hårt slag för dem som ansett Rom oövervinneligt, och 476 avsattes den siste västromerske kejsaren Romulus Augustulus av germanen Odovakar.
Genom bristen på enhetlig politisk ledning i det forna Västrom fick påven i stället en allt större betydelse som samlande kraft, särskilt sedan Rom blivit huvudstad i den nya Kyrkostaten 756. Ekonomiskt och socialt innebar den följande tiden en nedgång för staden som drabbades av saracenernas upprepade angrepp och av normandernas skövling 1084. Under dessa århundraden besöktes Rom av pilgrimer från hela Europa, vilket bevarade stadens internationella profil, och en rad laterankoncilier ägde rum.
Efter påvarnas exil i Avignon (1309–1378) och den följande påveschismen (1378–1417) började en ny uppgång. De följande århundradena präglades av en intensiv byggverksamhet, och framför allt skapades stora sakrala monument. Den gamla Petersbasilikan från 300-talet revs och ersattes av Bramantes och Michelangelos väldiga Peterskyrka (invigd 1626). Renässansens och barockens påvar var ofta lidelsefullt intresserade av konsten och lockade mängder av konstnärer, arkitekter, skulptörer och musiker till staden. I sammanhanget bör Giovanni Lorenzo Bernini och Francesco Borromini nämnas. Staden plundrades och brändes 1527 av Karl V:s styrkor under Roms skövling, "Sacco di Roma".
En ny nedgång drabbade Rom, när Napoleon I:s trupper ockuperade Kyrkostaten och höll påven Pius VII fången i Frankrike 1809–1814. Kyrkostaten kunde visserligen återupprättas 1815 men upplöstes sedan definitivt när Italien enades 1861. Trots påven Pius IX:s häftiga motstånd blev Rom huvudstad i det nya kungariket 1870. Förhållandena mellan påven och den italienska staten förblev obestämda fram till 1929, då Lateranfördraget undertecknades. Detta fördrag mellan Pius XI och den fascistiska regeringen under Mussolini innebar att Vatikanstaten bildades och avgränsades från Italien. Fördraget garanterade även den Heliga stolens suveränitet över Vatikanstaten och vissa andra byggnader mot att påven i gengäld officiellt erkände kungariket Italien.
Rom är en av få europeiska huvudstäder som klarade sig från att skadas eller förstöras under andra världskriget, trots att Italien var inblandat.
År 1948 bekräftades denna reglering av Italiens nya republikanska författning och ersattes 1984 av ett modifierat konkordat. Genom kommunikationernas och massmediernas utveckling har Rom snarast fått större betydelse som katolskt centrum än tidigare.

## Geografi
Rom är byggt på de berömda sju kullarna: Aventinen, Caelius, Capitolium, Esquilinen, Palatinen, Quirinalen och Viminalen. Under senare tid räknas även Janiculum, Pincio, Vatikanska kullen och Velia till Roms kullar. Floden Tibern genomkorsar staden. Staden ligger som lägst 13 meter över havet vid piazza del Popolo och som högst 121 meter över havet på monte Mario. Rom är också den grönaste staden i Europa tack vare dess många parker. Parken Appia Antica är den näst största stadsparken i Europa, efter Ostrov Losiny nationalpark i Moskva. Den sträcker sig från Colosseum till Ciampino. Andra parker är Villa Doria Pamphili, Villa Borghese, Villa Ada, Villa Glori och Gianicolo.

## Klimat
Uppmätt normaltemperatur och -nederbörd i Rom:
|                                            | Jan  | Feb  | Mar  | Apr  | Maj  | Jun  | Jul  | Aug  | Sep  | Okt   | Nov   | Dec  |
| ------------------------------------------ | ---- | ---- | ---- | ---- | ---- | ---- | ---- | ---- | ---- | ----- | ----- | ---- |
| Normaldygnets maximitemperaturs medelvärde | 11,9 | 13,0 | 15,2 | 17,7 | 22,8 | 26,9 | 30,3 | 30,6 | 26,5 | 21,4  | 15,9  | 12,6 |
| Normaldygnets minimitemperaturs medelvärde | 3,1  | 3,5  | 5,2  | 7,5  | 11,6 | 15,3 | 18,0 | 18,3 | 15,2 | 11,3  | 6,9   | 4,2  |
|                                            |      |      |      |      |      |      |      |      |      |       |       |      |
| Nederbörd                                  | 66,9 | 73,3 | 57,8 | 80,5 | 52,8 | 34,0 | 19,2 | 36,8 | 73,3 | 113,3 | 115,4 | 81,0 |

| Diagram | temperaturer i °C • månadsnederbörd i mm | temperaturer i °C • månadsnederbörd i mm | temperaturer i °C • månadsnederbörd i mm | temperaturer i °C • månadsnederbörd i mm | temperaturer i °C • månadsnederbörd i mm | temperaturer i °C • månadsnederbörd i mm | temperaturer i °C • månadsnederbörd i mm | temperaturer i °C • månadsnederbörd i mm | temperaturer i °C • månadsnederbörd i mm | temperaturer i °C • månadsnederbörd i mm | temperaturer i °C • månadsnederbörd i mm | temperaturer i °C • månadsnederbörd i mm |
|         | 67 12 3                                  | 73 13 4                                  | 58 15 5                                  | 81 18 8                                  | 53 23 12                                 | 34 27 15                                 | 19 30 18                                 | 37 31 18                                 | 73 27 15                                 | 113 21 11                                | 115 16 7                                 | 81 13 4                                  |

## Administration
Administrativt indelas kommunen Rom i nitton distrikt, municipi, som är numrerade från 1 till 20 med romerska bokstäver: I (Centro storico), II (Parioli), III (Nomentano - San Lorenzo), IV (Monte Sacro), V (Tiburtina), VI (Prenestino), VII (Centocelle), VIII (delle Torri), IX (San Giovanni), X (Cinecittà), XI (Appia Antica), XII (EUR), XIII (Ostia), XV (Arvalia Portuense), XVI (Monte Verde), XVII (Prati), XVIII (Aurelia), XIX (Monte Mario), XX (Cassia Flaminia). Nummer 14 räknas inte med då den numera är den fristående kommunen Fiumicino.
Rom är huvudort i provinsen Rom som är 5,352 kvadratkilometer stort och har 4 090 514 invånare (2008) i 20 kommuner. Rom är också huvudort i regionen Lazio som är indelat i de fem provinserna Frosinone, Latina, Rieti, Rom och Viterbo.

## Transporter och kommunikation

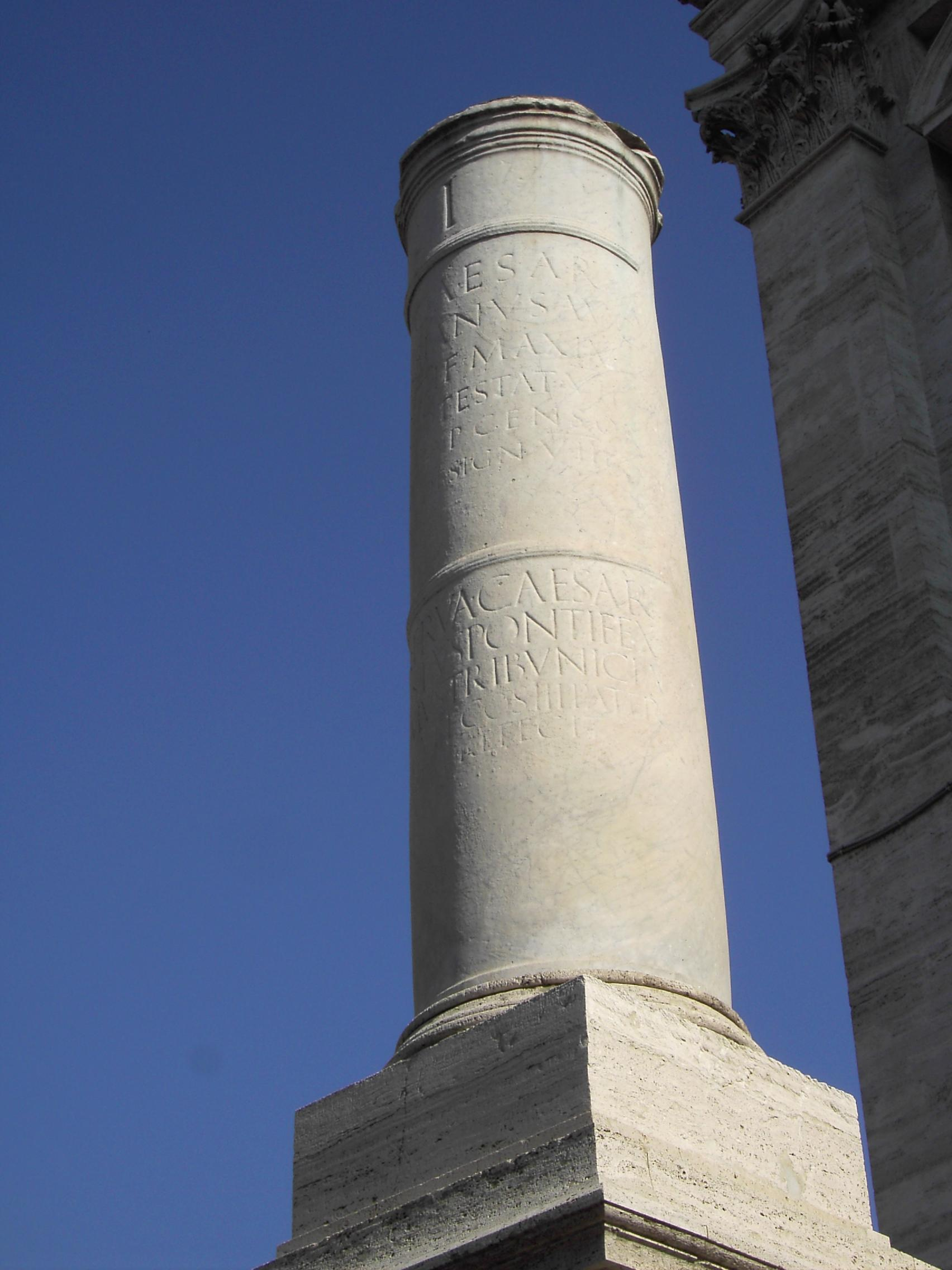
Il miliarium.

### Vägar
De antika vägarna i Rom strålar ut från Capitolium för att nå alla hörn av Romerska imperiet. Några av de antika vägarna är: Via Appia Antica, Via Aurelia, Via Flaminia, Via Egnatia: se vidare via consularis.
De antika vägarna var välplanerade och mycket rakt byggda; vägarnas kurvor var utlagda på en stor yta eftersom det var menat att stora lastvagnar skulle frakta tunga/stora varor till Rom
De antika vägarna används oftast inte i dag, utan numera ansluter i stället ett antal viktiga motorvägar som når ut till de flesta väderstrecken från Rom – till bland annat Milano och Neapel. Motorvägsnätet når ut till den största delen av Italien via ringleden Grande Raccordo Anulare. De italienska motorvägarna är avgiftsbelagda.

### Järnväg
Eftersom Rom ligger centralt på italienska halvön är det också en järnvägsknut. Den främsta stationen är Stazione Termini. De främsta järnvägslinjerna från Rom är:
- Kustbanan till Pisa (336 km) med restiden 2:56 (timmar:minuter, 2018[7]).
- Höghastighetsbanan norrut till Florens (251 km), Bologna och Milano (568 km).
- Höghastighetsbanan söderut till Neapel (222 km), med restiden 1:10.
- Tvärbanan till Ancona (295 km) med en restid om 3,5–4 timmar.

### Flygplatser
Rom har två internationella flygplatser. Fiumicinoflygplatsen, som ligger 35 kilometer sydväst om centrum, och Ciampinoflygplatsen som ligger 15 kilometer sydost om centrum. Dessutom finns en mindre flygplats för privata flygplan, Rom-Urbe flygplats.

### Lokal kollektivtrafik
Det viktigaste transportmedlet i Roms centrala innerstad är stadsbussarna.
Tunnelbanan (Metropolitana di Roma) öppnades 1955. De äldsta linjerna är en som går i öst-västlig riktning (linje A) och en som går i nord-sydlig riktning (linje B). De korsar varandra vid stationen Roma Termini. Linje B har två grenar i sin norra del. Linje C går öster om centrum, år 2018 kommer den att möta linje A och B på Ottaviano respektive Colosseo. En linje finns på projektstadiet (linje D).
Roms spårvägar  har flera linjer, bland annat Roma Tuscolana, Roma Trastevere, Roma San Pietro, Roma Nomentana, Roma Nuovo Salario, Roma Magliana, Roma Muratella, Roma Aurelia.
Pendeltågstrafik finns bland annat mellan Stazione Termini och Ostiense och Tiburtina och mellan Stazione Termini och Aeroporto di Fiumicino.

## Utbildning och forskning
Rom är centrum för Italiens utbildning och forskning med de största universiteten. Bland de prestigefyllda universiteten i Rom är La Sapienza (1303), som är Europas största universitet med cirka 130 000 studenter.[källa behövs] Rom är också platsen för tre andra universitet: Roma 2 (Università degli studi di Roma Tor Vergata), Roma Tre och Istituto Universitario di Scienze Motorie. I Rom finns också Accademia di Santa Cecilia - världens äldsta musikakademi etablerat 1584.
Eftersom Roms historia går nästan 3 000 år tillbaka i tiden finns många utländska akademiska institutioner som The American Academy, The British School, The French Institute, The German Archaeological Institute, The Swedish Institute, The Finnish Institute och The Japan Foundation.
Flera privata universitet finns också:
- LUISS University (Libera università internazionale degli studi sociali)
- Università Cattolica Del Sacro Cuore
- John Cabot University, privat amerikanskt universitet
- LUMSA University (Libera Universita Maria SS. Assunta)
- University of Malta, internationellt universitet
- Libera Università di Roma "Leonardo da Vinci"
- Libera Università Degli Studi "S. Pio V"
- Università degli Studi Niccolò Cusano

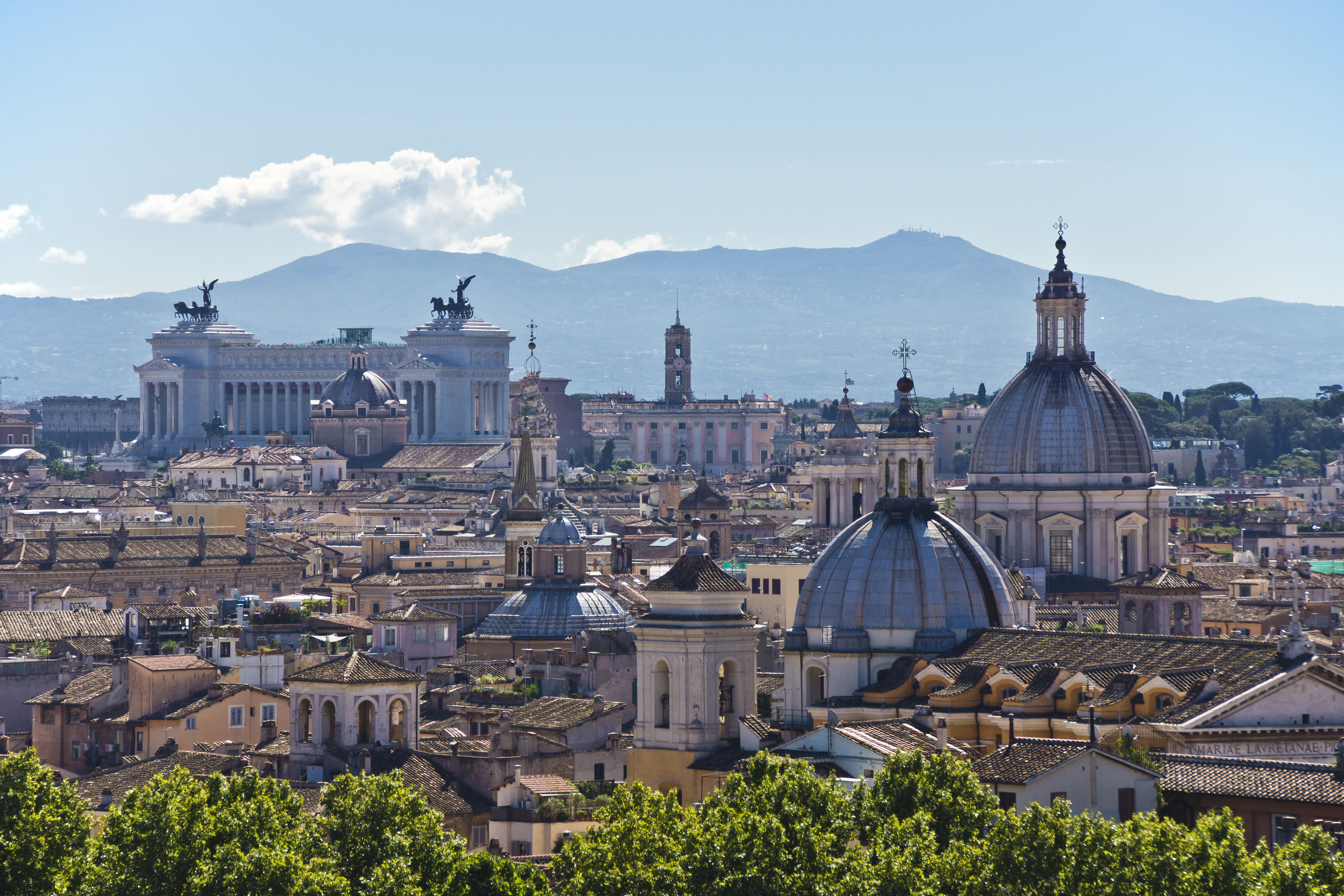
Panorama över Rom (från Janiculum.)

- UPTER University
- I.S.S.A.S. University

## Konst och arkitektur
I Rom finns lämningar från tidig etruskisk tid och från antiken, från såväl den republikanska eran som det romerska imperiet. Man kan beskåda monument från fornkyrkans tid, medeltiden, renässansen, barocken, nyklassicismen och från modern tid.
Många av Roms historiska minnesmärken hotas av tung trafik, utsläpp, hög turistbelastning, graffiti och så vidare.

### Sevärdheter
- Museer: Vatikanmuseerna - Castel Sant'Angelo - Galleria Borghese - Kapitolinska museerna - Museo Nazionale Romano - Risorgimentos centralmuseum Viktor Emanuel-monumentet - Galleria Nazionale d'Arte Moderna
- Palats: Palazzo Farnese - Palazzo Barberini - Palazzo Massimo alle Colonne - Palazzo Venezia - Villa Farnesina - Villa Borghese
- Roms fontäner: Fontana di Trevi - Fontana della Barcaccia - Fontana dei Quattro Fiumi - Fontana del Tritone - Fontana delle Tartarughe
- Roms torg: Spanska trappan (Piazza di Spagna) - Piazza del Popolo - Bocca della Verità - Piazza Navona - Piazza Albania - Piazza Barberini - Piazza del Campidoglio - Piazza Campo dei Fiori - Piazza Scanderbeg - Piazza Venezia - Piazza della Minerva - Petersplatsen
- Roms kyrkor: Peterskyrkan - Santa Maria Maggiore - Santa Maria in Cosmedin - Il Gesù - Sixtinska kapellet - San Luigi dei Francesi- San Paolo fuori le Mura- San Giovanni in Laterano - Santa Maria in Trastevere - Sant'Ignazio - Santa Maria sopra Minerva

Andra sevärdheter
- Akvedukterna
- Ara Pacis
- Aurelianusmuren
- Bocca della Verità (Sanningens mun)
- Caracallas termer
- Castel Sant'Angelo
- Cestiuspyramiden
- Circus Maximus
- Colosseum
- EUR
- Forum Romanum
- Garbatella
- Hercules Victors tempel
- Katakomberna
- Kejsarfora
- Konstantinbågen
- Lateranen
- Mamertinska fängelset
- Marcus Aurelius-kolonnen
- Monte Testaccio
- Neros gyllene hus
- Pantheon
- Pasquino
- Portunustemplet
- Septimius Severusbågen
- Serviusmuren
- Subura
- Tiberön
- Titusbågen
- Trajanuskolonnen
- Trastevere
- Via Giulia
- Viktor Emanuel-monumentet

## Bilder

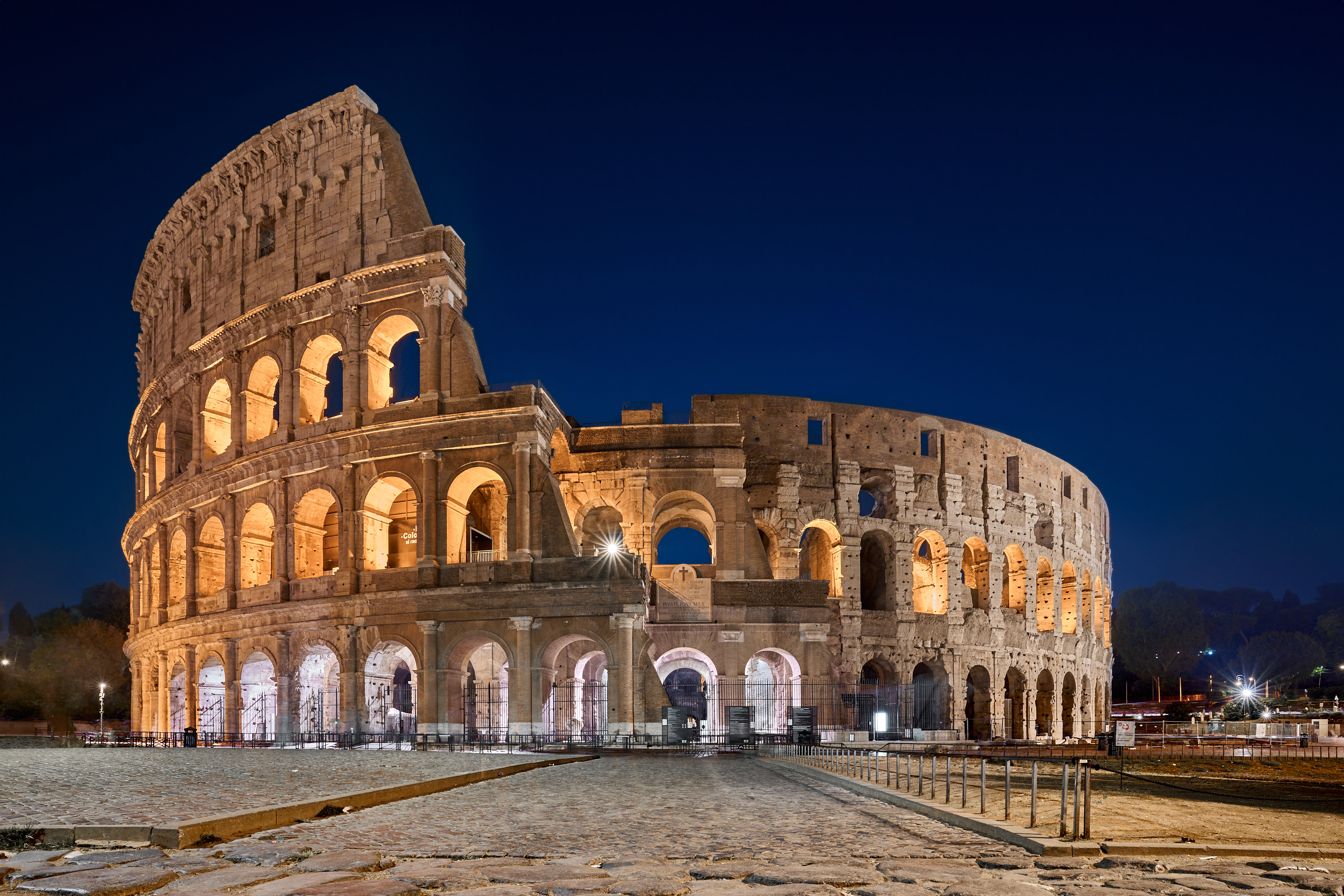
Colosseum.
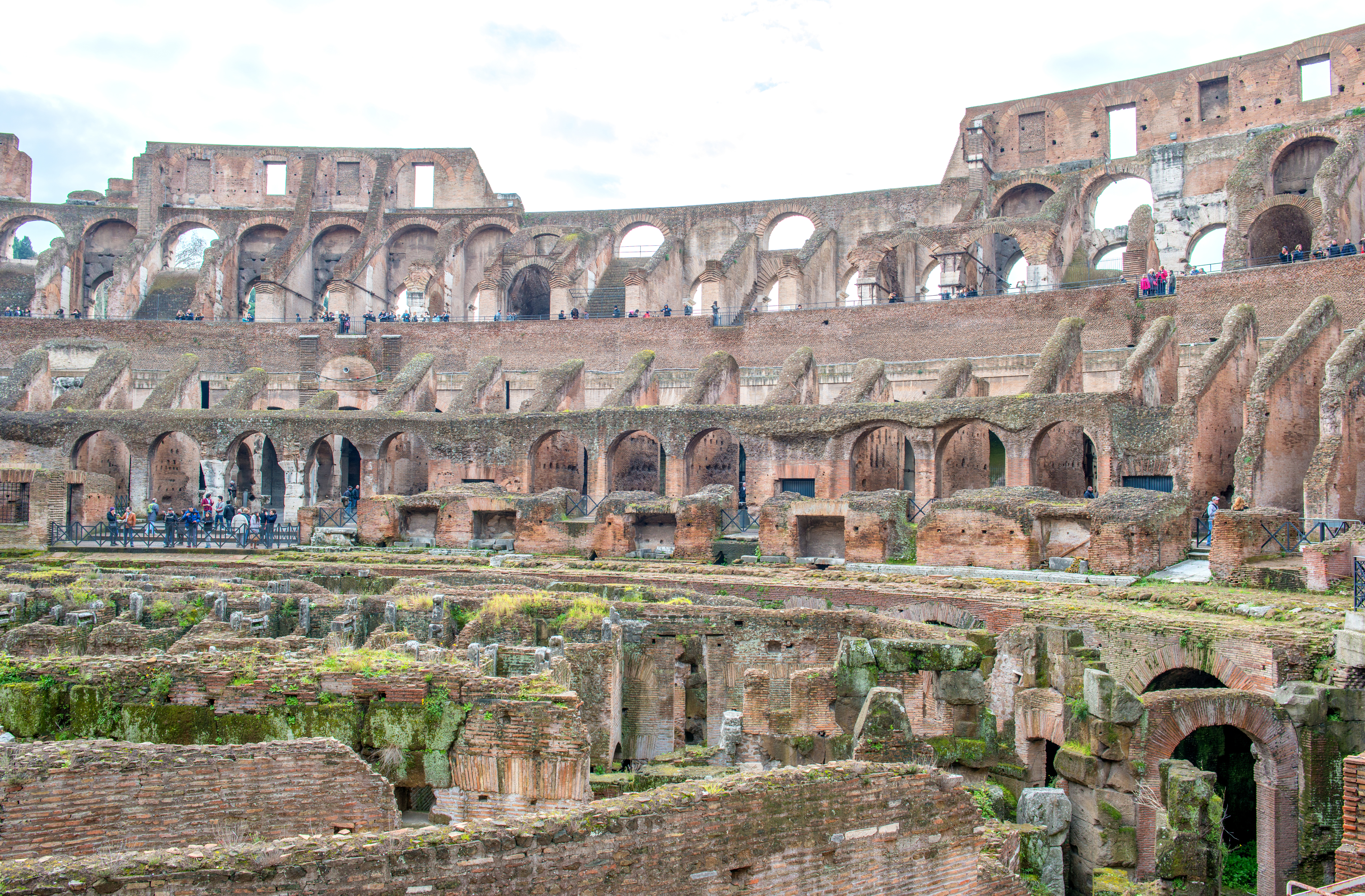
Colosseum.
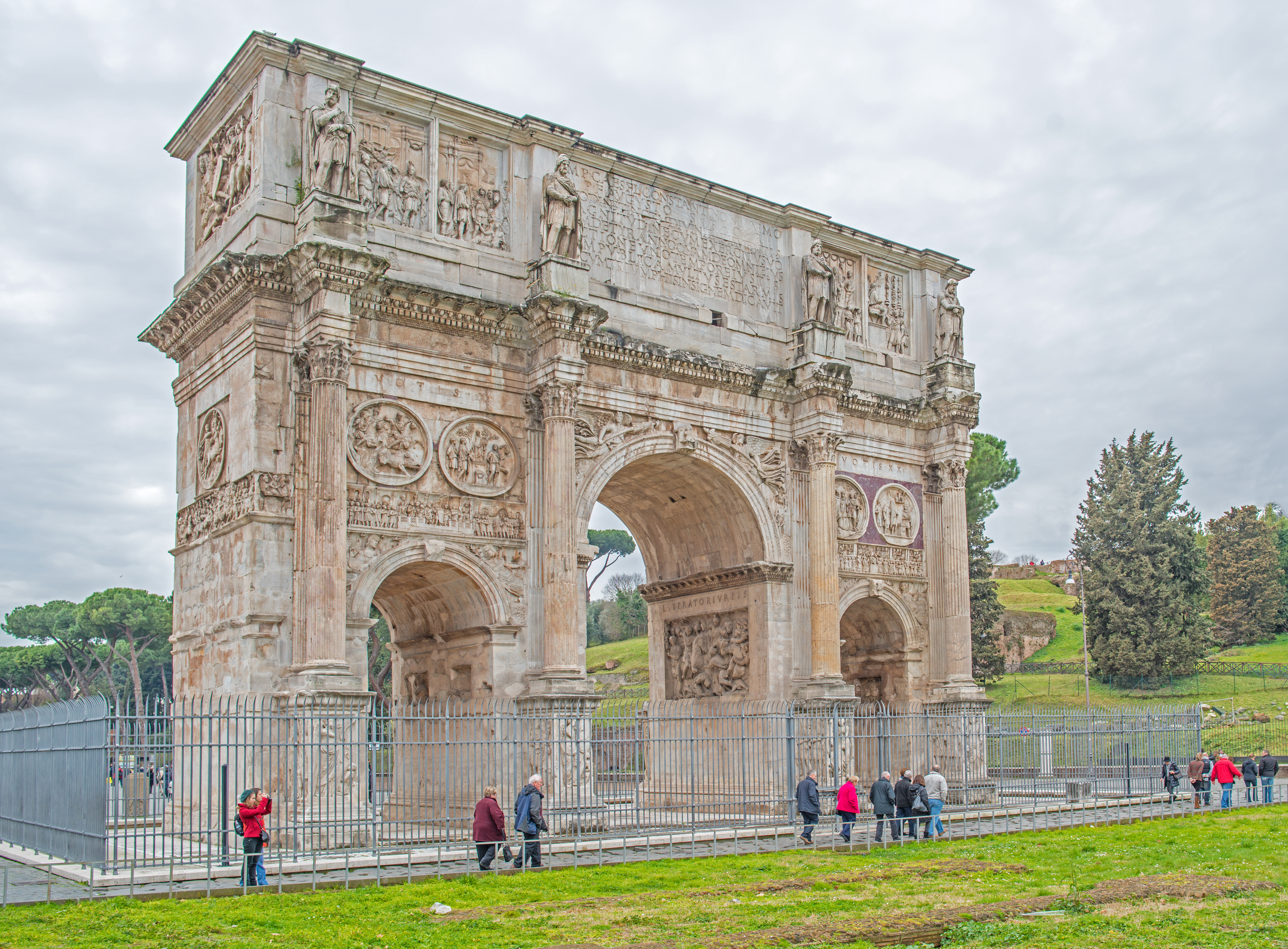
Konstantinbågen.
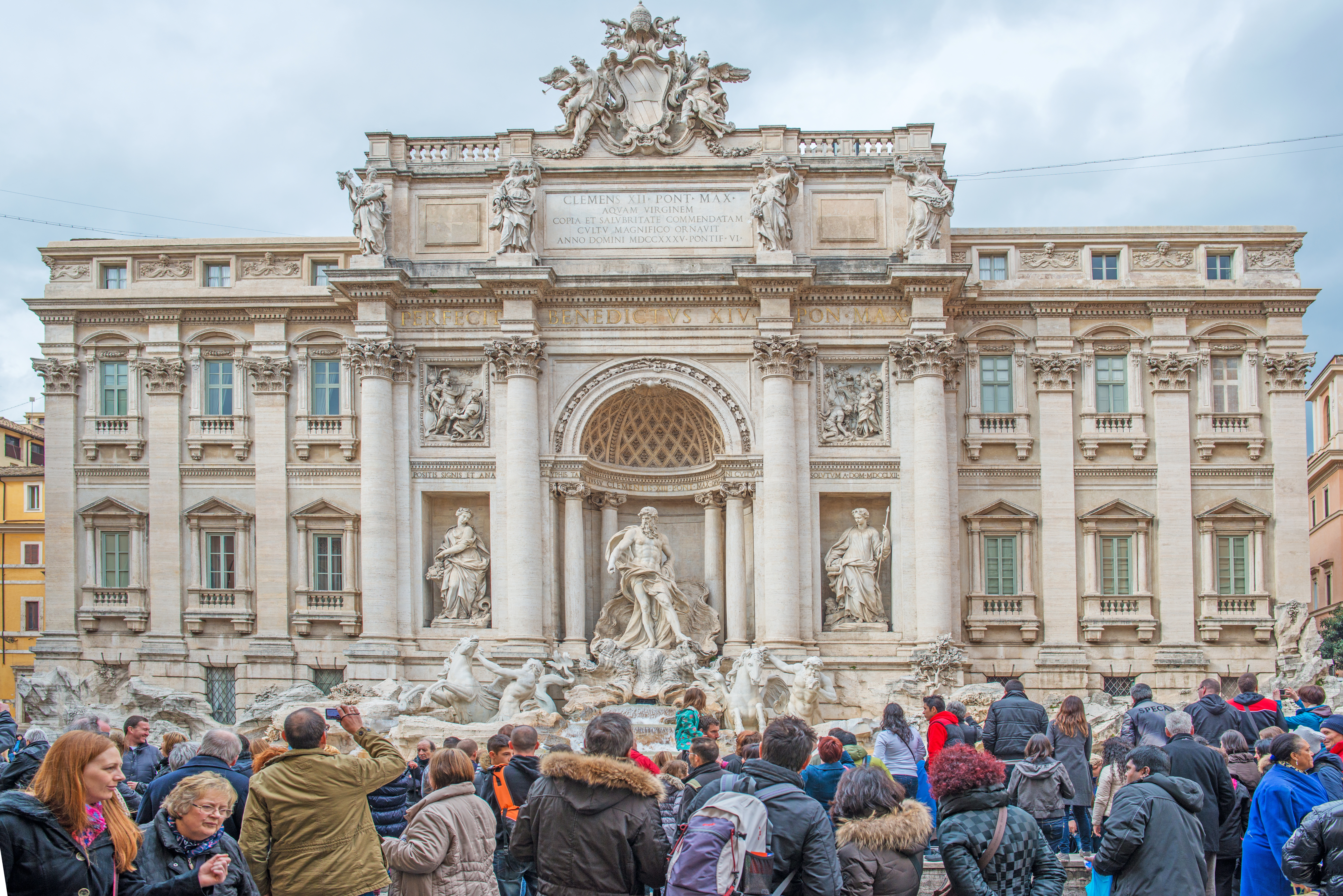
Fontana di Trevi.
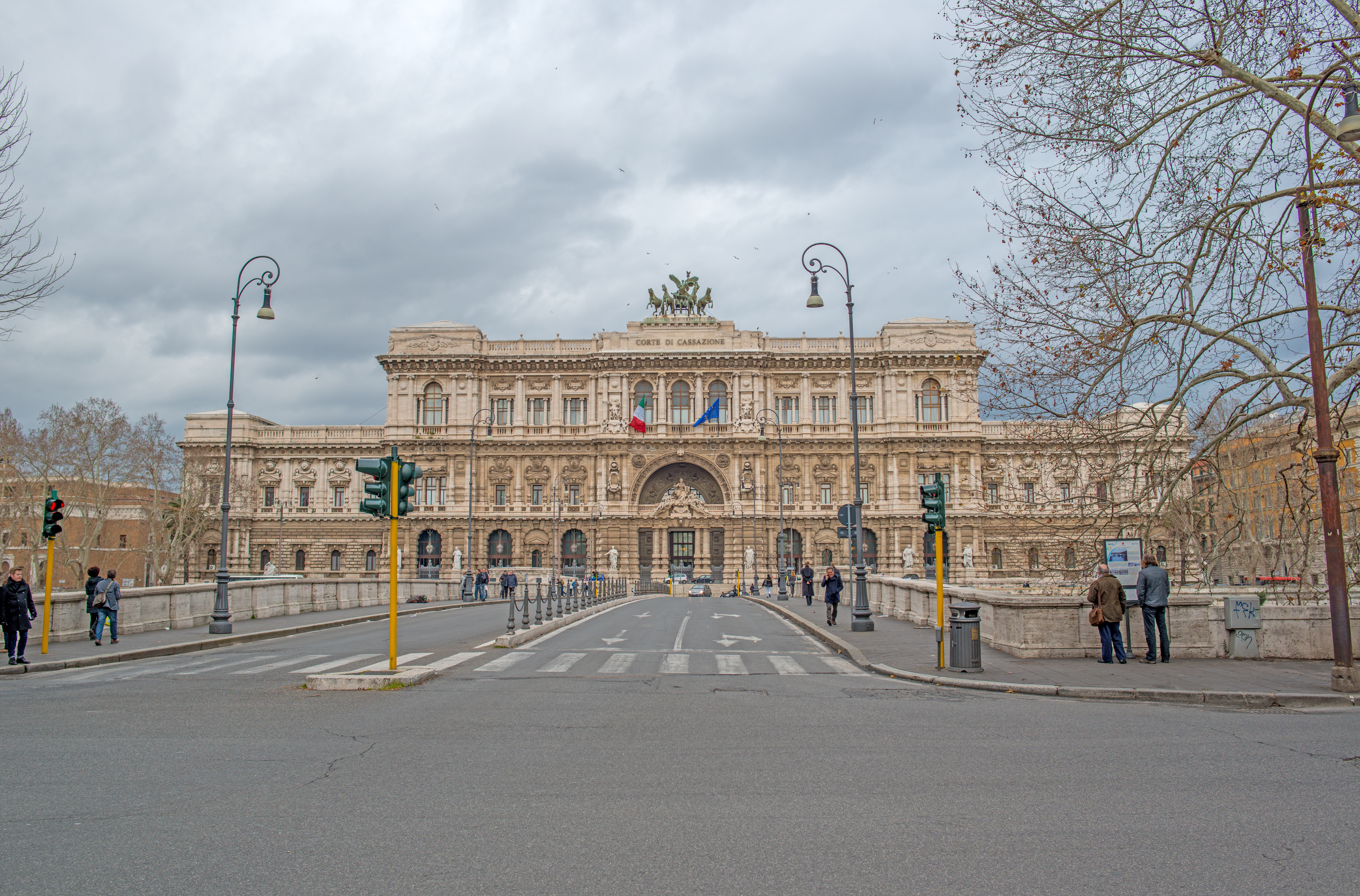
Justitiepalatset.
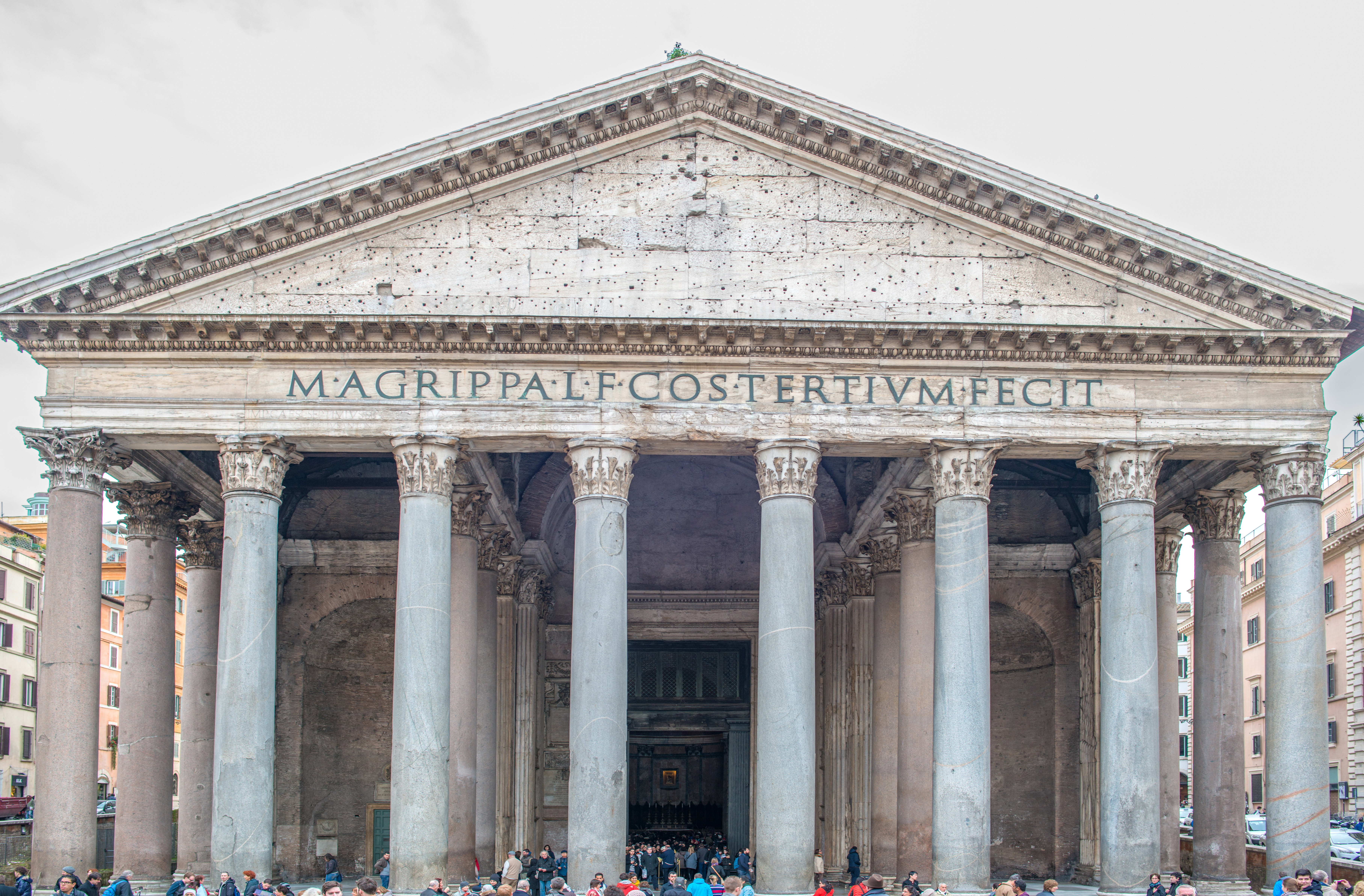
Pantheon.
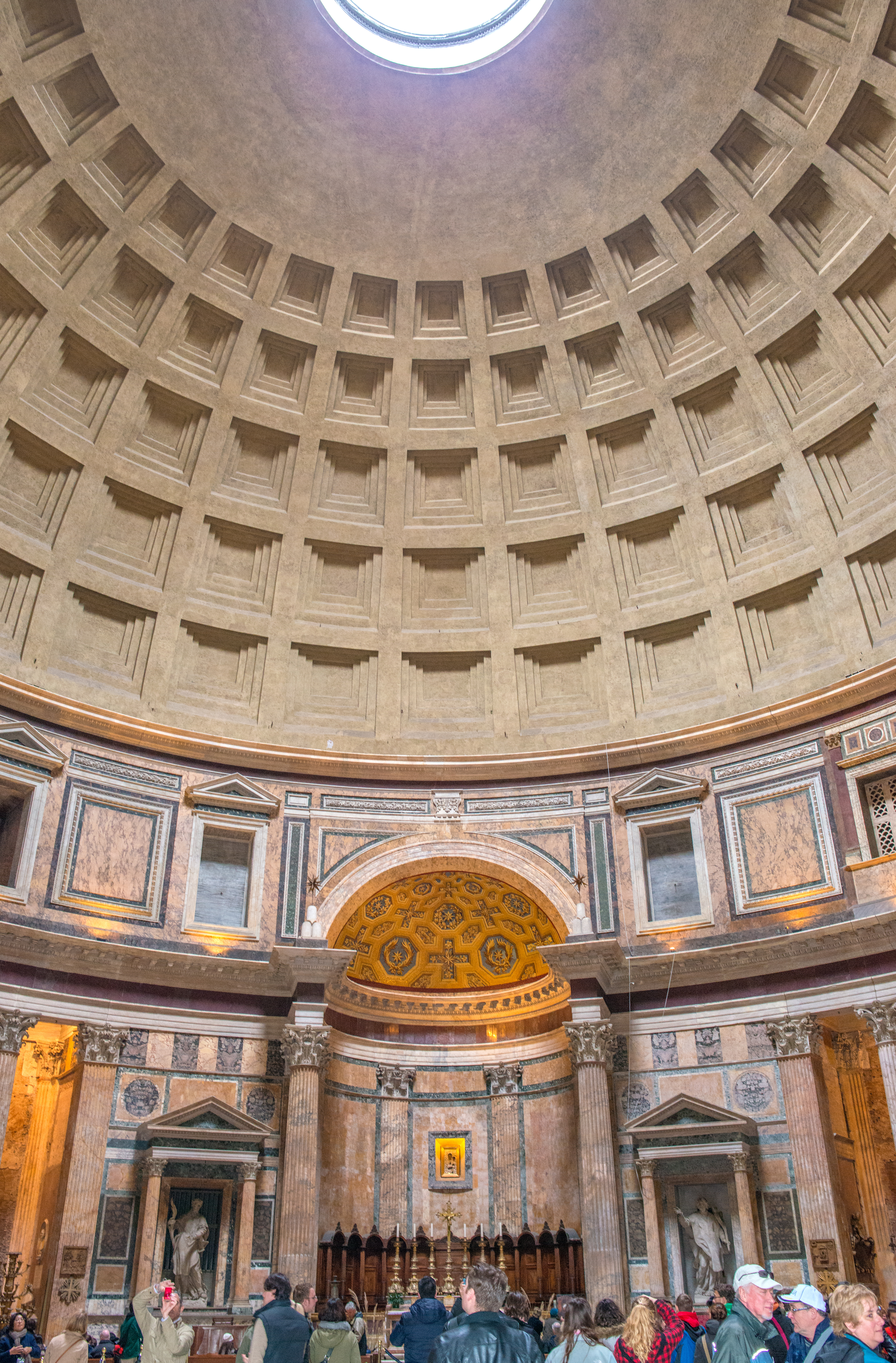
Pantheon.
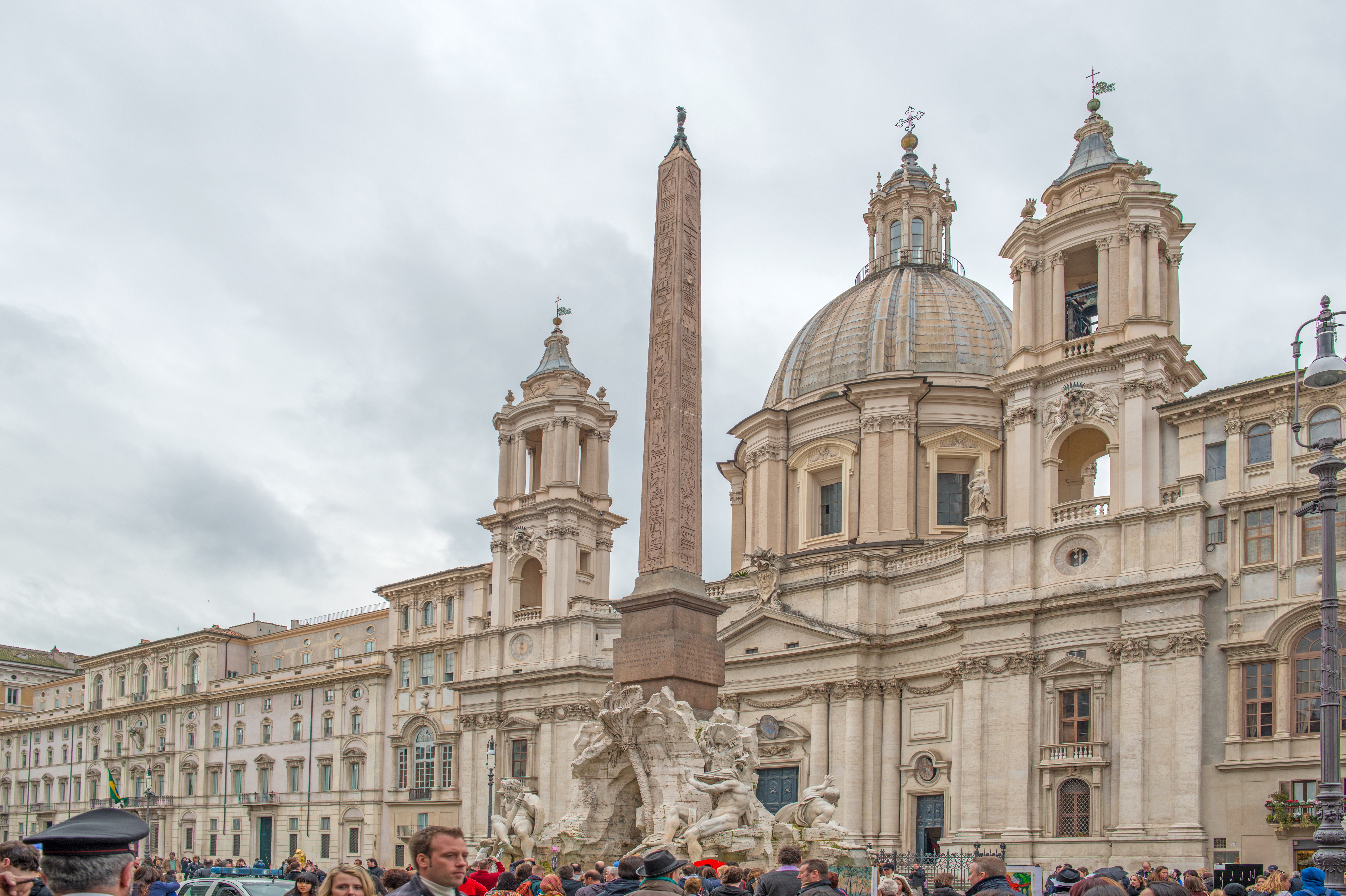
Piazza Navona med Sant'Agnese in Agone.
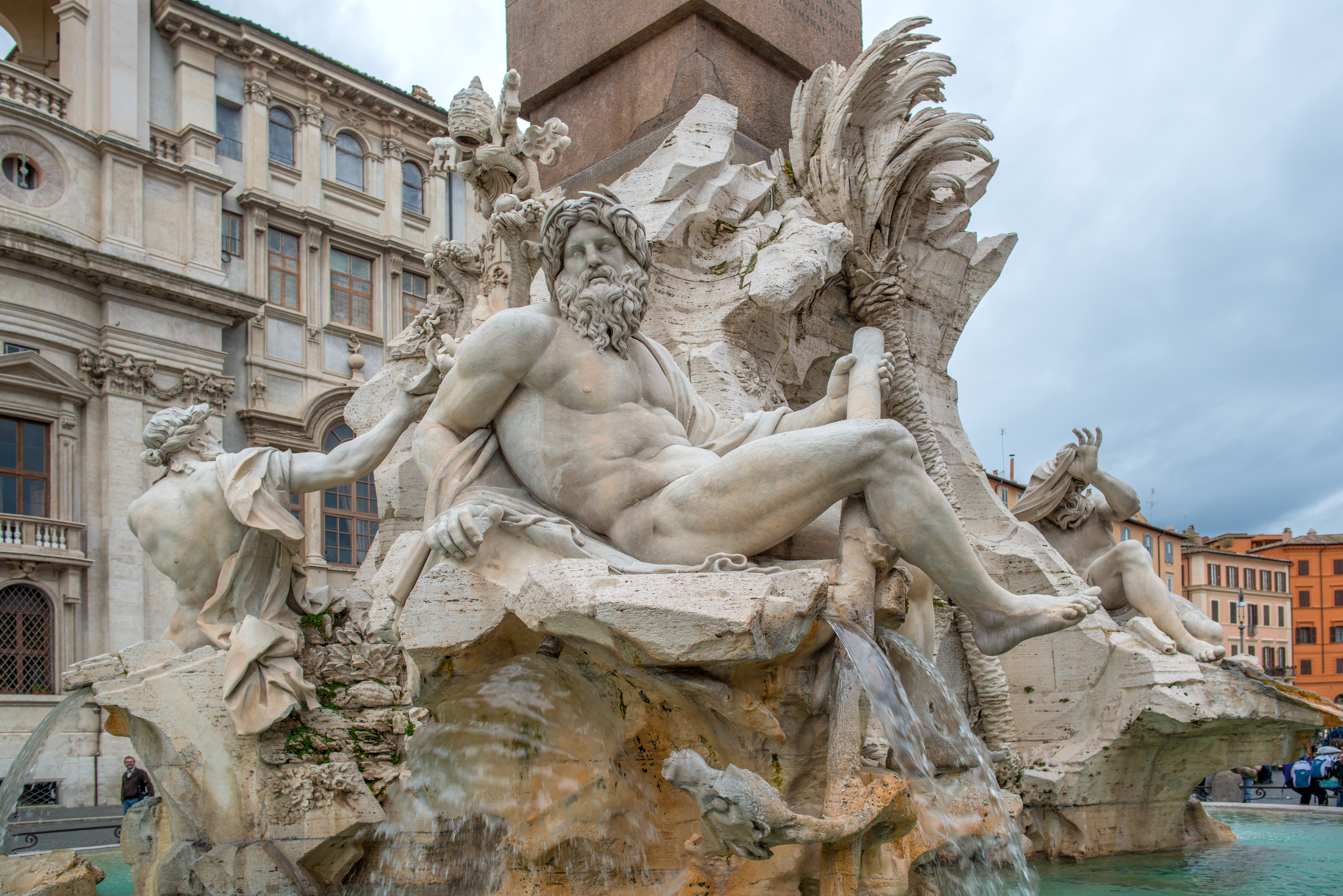
Piazza Navona med Fontana dei Quattro Fiumi.
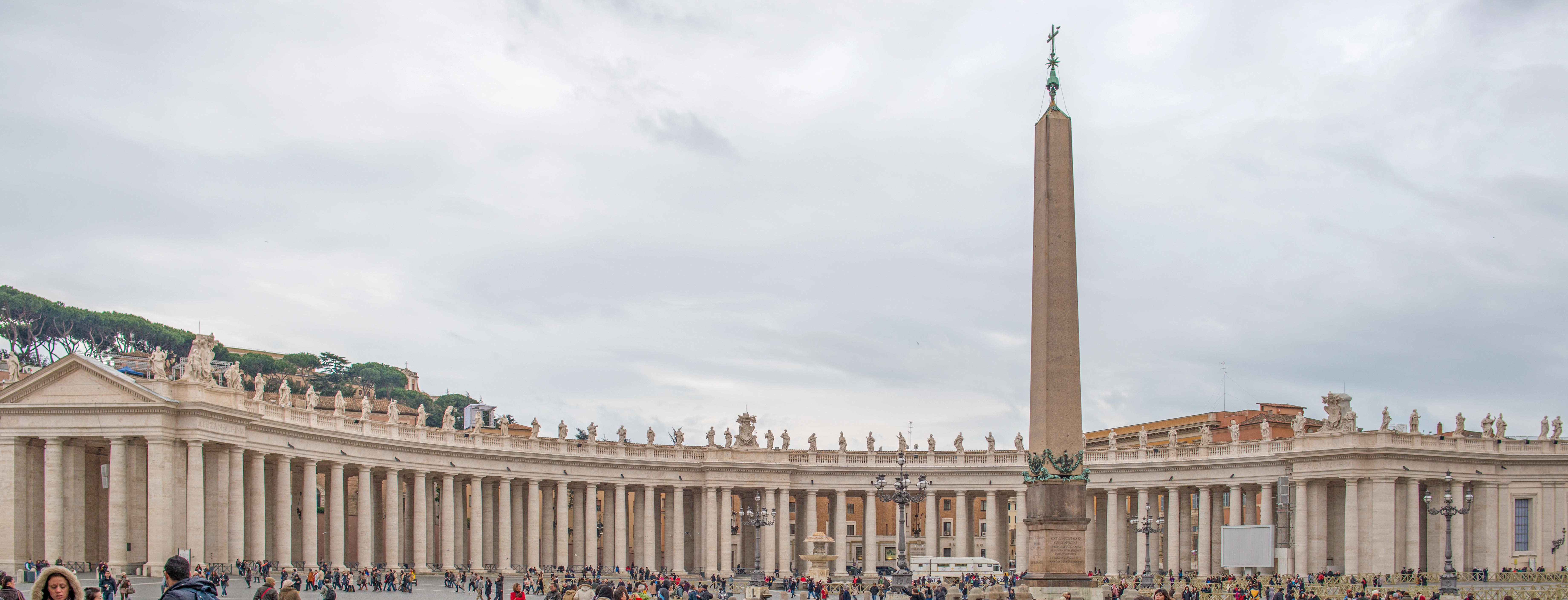
Petersplatsen.
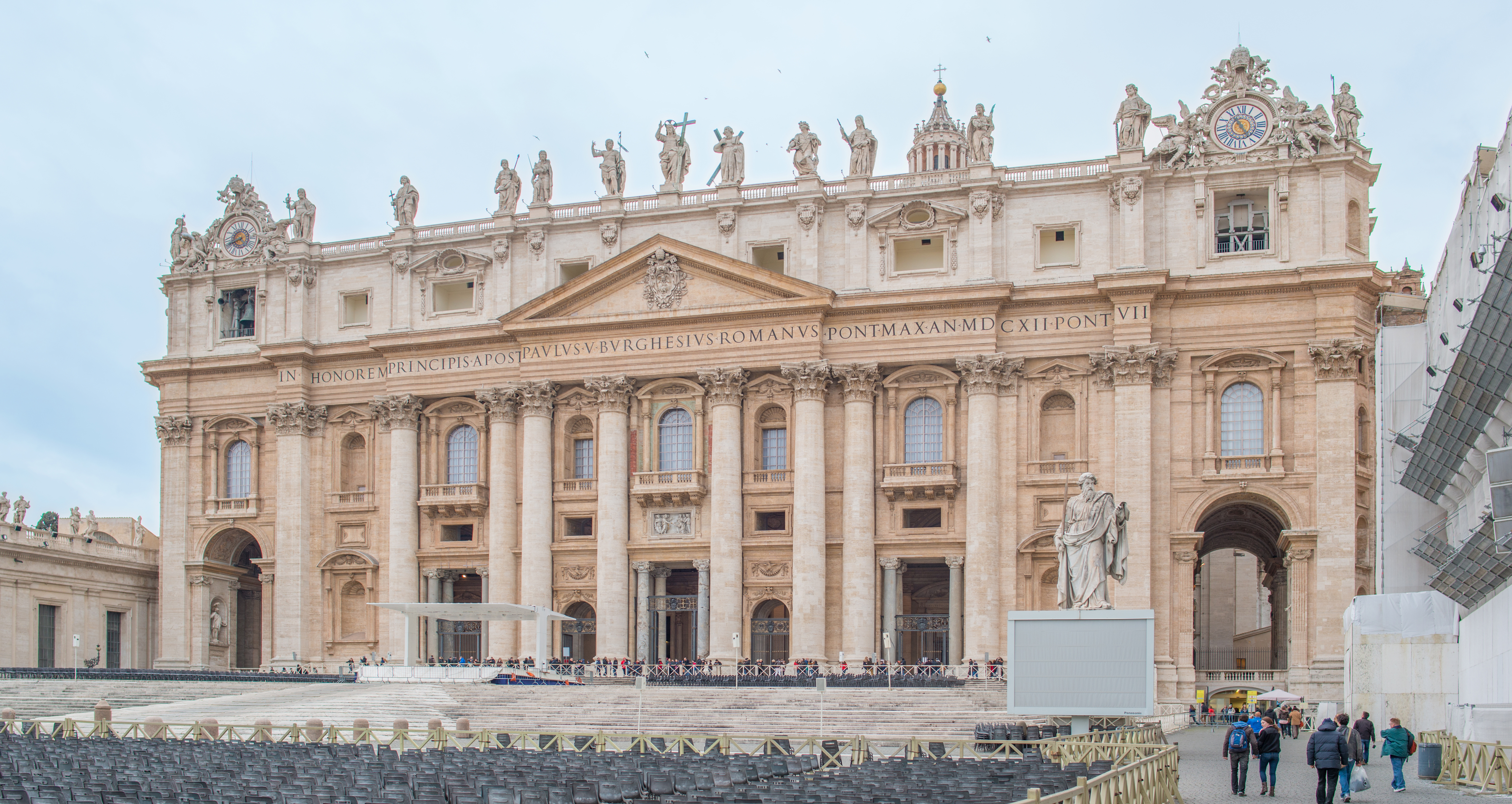
Peterskyrkans fasad.
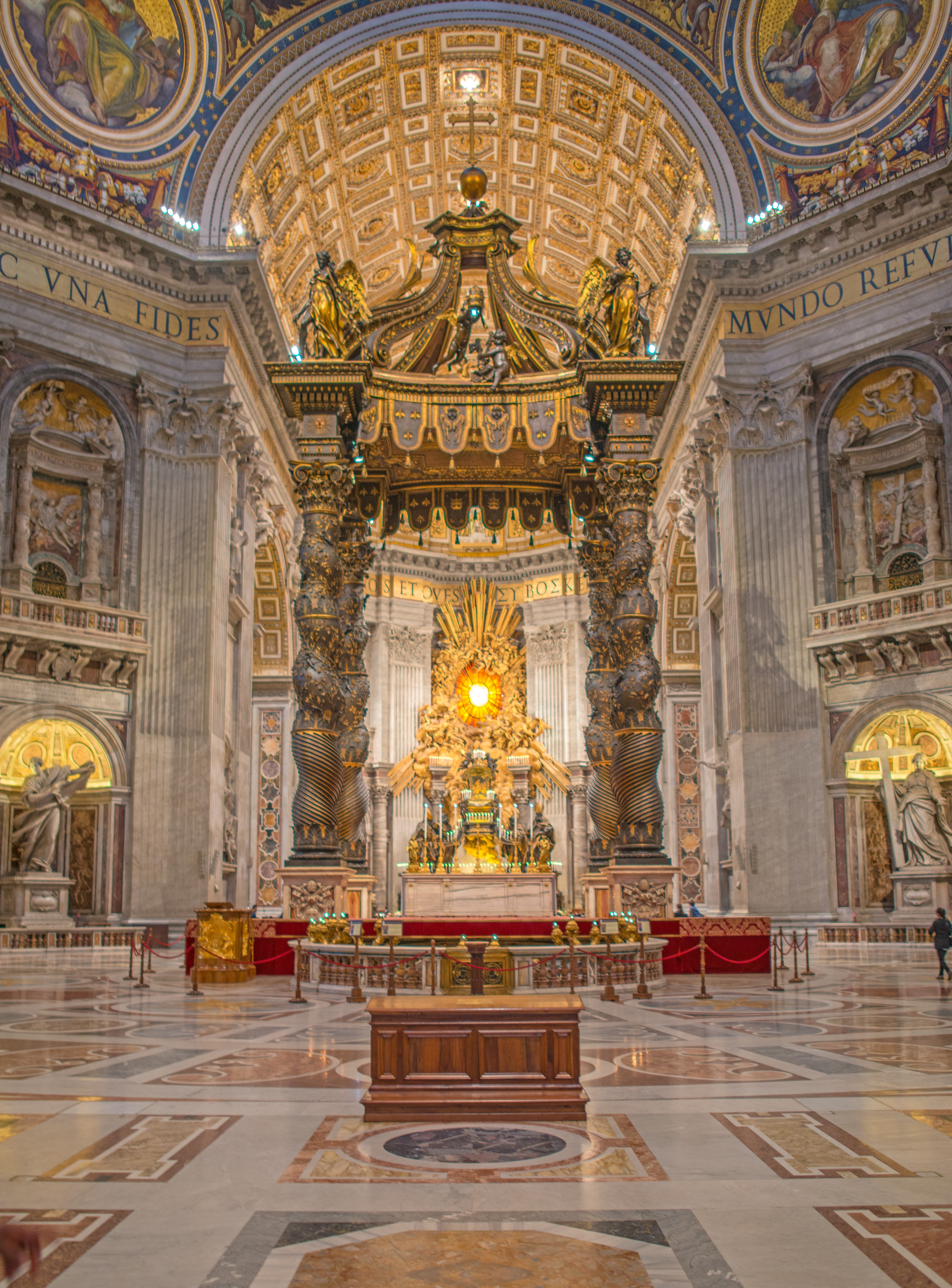
Peterskyrkans interiör med högaltaret och Berninis baldakin.

## Sport
Rom var arrangörsort vid de Olympiska sommarspelen 1960. Fotboll är en viktig sport för romarna, där Serie A-klubbarna AS Roma och SS Lazio är betydelsefulla.

## Ordspråk om Rom
- Alla vägar bär till Rom.
- Rom byggdes inte på en dag.
- Sedan Rom brann.
- När du är i Rom, gör som romarna gör (engelskt ordstäv motsvarande "Ta seden dit du kommer").
- Rom har talat, saken är avgjord - Roma locuta, causa finita
- Jag är romersk medborgare - Romanus sum
- Den eviga staden (det vill säga, Rom) - Urbs aeterna (Tibullus)

## Vänorter
- Paris, Frankrike, sedan 1956
- New York, USA
- Tokyo, Japan